# Honky Tonk Masquerade
| Recensione              | Giudizio        |
| ----------------------- | --------------- |
| AllMusic                | [ 1 ]           |
| Robert Christgau        | A               |
| Sputnikmusic            | 3.9 (Excellent) |
| Piero Scaruffi          | [ 4 ]           |
| Dizionario del Pop-Rock | [ 5 ]           |
| 24.000 dischi           | [ 6 ]           |

Honky Tonk Masquerade è il secondo album discografico da solista di Joe Ely, pubblicato dalla casa discografica MCA Records nel febbraio del 1978.

## Tracce
Lato A
1. Cornbread Moon – 3:25 (Joe Ely) – Registrato il 18 ottobre 1977
2. Because of the Wind – 3:59 (Joe Ely) – Registrato il 19 ottobre 1977
3. Boxcars – 4:00 (Butch Hancock) – Registrato il 18 ottobre 1977
4. Jerico (Your Walls Must Come Tumbling Down) – 2:51 (Butch Hancock) – Registrato il 19 ottobre 1977
5. Tonight I Think I'm Gonna Go Downtown – 2:10 (Jimmie Dale Gilmoure, John Reed) – Registrato il 21 ottobre 1977

Lato B
1. Honky Tonk Masquerade – 3:43 (Joe Ely) – Registrato il 20 ottobre 1977
2. I'll Be Your Fool – 2:50 (Joe Ely) – Registrato il 25 ottobre 1977
3. Fingernails – 2:10 (Joe Ely) – Registrato il 21 ottobre 1977
4. West Texas Waltz – 4:59 (Butch Hancock) – Registrato il 25 ottobre 1977
5. Honky Tonkin' – 3:29 (Hank Williams) – Registrato il 25 ottobre 1977

## Musicisti
- Joe Ely - chitarra acustica, voce
- Lloyd Maines - chitarra steel
- Steve Keeton - batteria
- Gregg Wright - basso
- Ponty Bone - accordion, pianoforte
- Jesse Taylor - chitarra elettrica, chitarra acustica
- Chip Young - chitarra elettrica, chitarra acustica
- Shane Keister - moog, pianoforte acustico
- Farrell Morris - percussioni
- Lea Jane Berinati - accompagnamento vocale, coro
- Ginger Holloday - accompagnamento vocale, coro
- Lisa Silver - accompagnamento vocale, coro
- Jesse Taylor - accompagnamento vocale, coro
- Lloyd Maines - accompagnamento vocale, coro
- Gregg Wright - accompagnamento vocale, coro
- Butch Hancock - accompagnamento vocale, coro (brano: West Texas Waltz)

Note aggiuntive
- Chip Young - produttore
- Registrato e remixato al Youngun' Sounds Studios di Murfreesboro, Tennessee (Stati Uniti)
- Chip Young - ingegnere delle registrazioni
- Mastering effettuato al MCA Recording Studios di Universal City, California (Stati Uniti)
- Larry Boden - ingegnere mastering
- Paul Milosevich - fotografia copertina album[9]